# Élections européennes de 2009 en France
Les élections européennes de 2009 se sont déroulées le 7 juin 2009 en France.
Ces élections ont permis aux citoyens de l’Union résidant en France de choisir les 72 députés représentant la France au Parlement européen pour une législature de cinq ans (2009-2014).
Au niveau national, les listes de la majorité présidentielle (UMP-NC-LGM) obtiennent 27,9 % des suffrages exprimés, ainsi que la majorité relative des sièges (29 députés sur 72). On note également une percée historique des écologistes (16,3 % pour Europe Écologie et 3,6 % pour l'Alliance écologiste indépendante), ainsi qu'une chute prononcée du PS (16,5 %) et du MoDem (8,5 %) par rapport au scrutin de 2004. Le taux d'abstention atteint un niveau record, à 59,37 %.
Cette tendance va dans le même sens que les autres pays européens : la droite reste majoritaire au Parlement européen.

## Mode de scrutin

Répartition des sièges par circonscription.

La répartition des 72 sièges à pourvoir entre les 8 circonscriptions interrégionales est la suivante :
- Nord-Ouest (Basse-Normandie, Haute-Normandie, Nord-Pas-de-Calais, Picardie) : 10
- Ouest (Bretagne, Pays de la Loire, Poitou-Charentes) : 9
- Est (Alsace, Bourgogne, Champagne-Ardenne, Franche-Comté, Lorraine) : 9
- Massif central - Centre (Auvergne, Centre, Limousin) : 5
- Sud-Ouest (Aquitaine, Languedoc-Roussillon, Midi-Pyrénées) : 10
- Sud-Est (Corse, Provence-Alpes-Côte d'Azur, Rhône-Alpes) : 13
- Île-de-France : 13
- Outre-Mer (constituée en trois sections distinctes : Atlantique, océan Indien, Pacifique) : 3

Une circonscription « Français établis hors de France » aurait dû être créée. Ce point a notamment été abordé au Sénat français, en septembre-octobre 2008.
« Ces chiffres sont basés sur le traité de Nice. Au cas où le traité de Lisbonne entrerait en vigueur après l'élection de juin 2009, la France aurait deux députés supplémentaires. Le nombre total de députés passerait, à la suite des conclusions du dernier Conseil européen, à 754 jusqu'en 2014. »
L'élection a lieu au scrutin de liste à la représentation proportionnelle, suivant la règle de la plus forte moyenne. Les sièges sont répartis dans chaque circonscription entre les listes ayant obtenu au moins 5 % des suffrages exprimés, parfois plus.

## Déroulement
En France, comme prévu par la loi, et comme dans la plupart des autres pays européens, l’élection s'est déroulée le dimanche 7 juin, sauf pour Saint-Pierre-et-Miquelon, la Guadeloupe, la Martinique, la Guyane, Saint-Martin, Saint-Barthélemy et la Polynésie française pour lesquelles elles ont eu lieu dès le 6 juin 2009 pour éviter la démobilisation dans des territoires, où l'heure est en avance. Le dépôt des candidatures a lieu du 11 au 22 mai, et la campagne officielle débute le 25 mai pour s’achever la veille du scrutin, le 6 juin. Les députés européens représentant la France sont élus au scrutin proportionnel plurinominal à un tour, le seuil de répartition des sièges entre les listes étant de 5 % des suffrages exprimés, selon la méthode de la plus forte moyenne.
Pour ces élections, 72 sièges de députés sont à pourvoir, huit circonscriptions électorales, organisées en « grandes régions » depuis 2003, ont été délimitées et les députés répartis sur la base du dernier recensement : dix pour le Nord-Ouest de la France, neuf pour l'Ouest, neuf pour l'Est, dix pour le Sud-Ouest, treize pour le Sud-Est, cinq pour le Massif central et le Centre, treize pour l'Île-de-France et trois pour l'Outre-Mer, constitué en trois sections. Le scrutin a lieu suivant les procédures électorales françaises.
Il s'agit de la septième élection des députés européens au suffrage universel direct. À la suite de l'entrée de la Roumanie et de la Bulgarie dans l'Union, le nombre de sièges attribués à la France a été revu à la baisse ; le traité de Lisbonne n'a pas été ratifié comme envisagé par les 27 États signataires avant ces élections. C'est donc le traité de Nice qui s'applique et, dans ce cas, il y a 72 députés pour représenter la France :

### Historique du nombre de sièges et de l'abstention
|               | 1979   | 1984   | 1989   | 1994   | 1999   | 2004   | 2009  |
| France        | 81     | 81     | 81     | 87     | 87     | 78     | 72    |
| Total         | 410    | 518    | 518    | 518    | 567    | 626    | 736   |
| États membres | 9      | 10     | 12     | 12     | 15     | 25     | 27    |
| %             | 19,8 % | 15,6 % | 15,6 % | 16,8 % | 15,3 % | 12,5 % | 9,8 % |

La participation n'a elle quasiment jamais cessé de baisser en France, tout comme dans bon nombre d'États membres :
| Participation en France aux élections européennes | Participation en France aux élections européennes | Participation en France aux élections européennes | Participation en France aux élections européennes | Participation en France aux élections européennes | Participation en France aux élections européennes | Participation en France aux élections européennes |
| ------------------------------------------------- | ------------------------------------------------- | ------------------------------------------------- | ------------------------------------------------- | ------------------------------------------------- | ------------------------------------------------- | ------------------------------------------------- |
| 1979                                              | 1984                                              | 1989                                              | 1994                                              | 1999                                              | 2004                                              | 2009                                              |
| 60,7 %                                            | 56,7 %                                            | 48,8 %                                            | 52,8 %                                            | 46,8 %                                            | 42,8 %                                            | 40,6 %                                            |

## Répartition partisane des députés européens sortants
À la fin de la 6e législature, les 78 députés européens de France étaient répartis comme suit :
| Parti français                                                    | Députés | Parti européen                                          | Groupe au PE      |
| ----------------------------------------------------------------- | ------- | ------------------------------------------------------- | ----------------- |
| Parti socialiste                                                  | 31      | Parti socialiste européen                               | PSE               |
| Union pour un mouvement populaire                                 | 17      | Parti populaire européen                                | PPE-DE            |
| Mouvement démocrate                                               | 7       | Parti démocrate européen                                | ADLE et Verts/ALE |
| Les Verts                                                         | 5       | Parti vert européen                                     | Verts/ALE         |
| Front national                                                    | 4       | Euronat                                                 | Non-inscrits      |
| Nouveau Centre                                                    | 4       | Parti européen des libéraux, démocrates et réformateurs | ADLE              |
| Mouvement pour la France                                          | 2       | Libertas                                                | IND/DEM           |
| Parti communiste français                                         | 2       | Parti de la gauche européenne                           | GUE/NGL           |
| Parti de la France                                                | 2       | –                                                       | Non-inscrits      |
| Parti radical                                                     | 1       | Parti démocrate européen                                | ADLE              |
| Maison de la vie et des libertés                                  | 1       | –                                                       | Non-inscrits      |
| Rassemblement pour l'indépendance et la souveraineté de la France | 1       | –                                                       | IND/DEM           |
| Rassemblement démocratique pour la Martinique                     | 1       | –                                                       | GUE/NGL           |
| Total                                                             | 78      |                                                         |                   |

### Répartition par groupe politique
| Pays   | Groupe politique du Parlement européen | Groupe politique du Parlement européen | Groupe politique du Parlement européen | Groupe politique du Parlement européen | Groupe politique du Parlement européen | Groupe politique du Parlement européen | Groupe politique du Parlement européen | Groupe politique du Parlement européen | Total |
| Pays   | GUE/NGL                                | PSE                                    | Verts/ALE                              | ADLE                                   | PPE-DE                                 | UEN                                    | IND/DEM                                | Non-inscrits                           | Total |
| ------ | -------------------------------------- | -------------------------------------- | -------------------------------------- | -------------------------------------- | -------------------------------------- | -------------------------------------- | -------------------------------------- | -------------------------------------- | ----- |
| Pays   |                                        |                                        |                                        |                                        |                                        |                                        |                                        |                                        | Total |
| France | 3                                      | 31                                     | 6                                      | 11                                     | 17                                     |                                        | 3                                      | 7                                      | 78    |

## Listes déposées
Au terme du dépôt officiel, 161 listes ont été déposées au ministère de l'Intérieur et 160 finalement retenues. S'agissant d'élections européennes, il existe pour le moment neuf partis politiques européens reconnus officiellement et subventionnés :
- Alliance libre européenne (ALE) · Alliance pour l'Europe des nations (AEN) · EUDemocrats (EUD) · Parti démocrate européen (PDE) · Parti européen des libéraux, démocrates et réformateurs (ELDR) · Parti de la gauche européenne (PGE) · Parti populaire européen (PPE) · Parti socialiste européen (PSE) · Parti vert européen (PVE).

### Extrême gauche
- Nouveau Parti anticapitaliste (affiliation européenne : Gauche anticapitaliste européenne)
- Lutte ouvrière
- Communistes annonce sa présence dans les sept circonscriptions de métropole[17].

### Gauche
- Parti socialiste (affiliation européenne : Parti socialiste européen)
- Front de gauche, initié par le Parti communiste français (affiliation européenne : Parti de la gauche européenne) et le Parti de gauche, rejoints le 8 mars par Gauche unitaire issue de la LCR, puis par l'Alternative démocratie socialisme (ADS) de Marcel Rigout, le Mouvement politique d'émancipation populaire (M'PEP) de Jacques Nikonoff et les dissidents du MRC rassemblés au sein de République et socialisme.
- Le 8 avril 2009, le Parti radical de gauche a renoncé à présenter des listes autonomes[18] après avoir échoué à négocier avec le MoDem. Présent dans la campagne officielle (en raison de l'existence d'un groupe sénatorial), il appelle à voter « blanc » et ne soutient pas les listes socialistes[19].
- Le Mouvement républicain et citoyen a également décidé de ne pas présenter de liste[20] et a appelé à voter « blanc ou nul ».

### Écologistes
- Europe Écologie, initié par Les Verts (affiliation européenne : Parti vert européen), soutenu par la fédération Régions et peuples solidaires (RPS, affiliation européenne : Alliance libre européenne), avec le soutien de Monica Frassoni, coprésidente du groupe des Verts/Alliance libre européenne au Parlement européen.
- Alliance écologiste indépendante[21] : Mouvement écologiste indépendant d'Antoine Waechter, Génération écologie et La France en action.
- Europe Décroissance[22] : liste commune au Parti pour la décroissance (PPLD) et au Mouvement des objecteurs de croissance (MOC).
- La Terre sinon rien[23] : liste uniquement présente en Île-de-France.

### Régionalistes, autonomistes et indépendantistes
- Euskal Herriaren Alde[24] : liste de la gauche abertzale (c'est-à-dire « patriote » en basque)[25], dont font partie Batasuna et des mouvements proches.
- EAJ-PNB (membre de RPS) : une liste présentée uniquement en circonscription Sud-Ouest[26].
- Parti Breton : une liste présentée uniquement en circonscription Ouest.

Les autres partis membres de la fédération Régions et peuples solidaires sont partie prenante des listes Europe Écologie.

### Centre
- Mouvement démocrate (MoDem, affiliation européenne : Parti démocrate européen)
- Alternative libérale[27] annonce dans son site Web cinq listes (Île-de-France, Ouest, Est, Sud-Ouest et Sud-Est), avec le soutien de l'ELDR[28].

### Droite
- Union pour un mouvement populaire, avec le soutien du Nouveau Centre[29] (affiliation européenne : Parti populaire européen), mais aussi de petites formations comme La Gauche moderne[30] et Les Progressistes dont les logos figurent sur les tracts électoraux aux côtés de ceux de l'UMP[31]. Le Parti radical n'est pas distingué de l'UMP mais présente des candidats en position éligible.
- Le Centre national des indépendants et paysans (CNI) présente cinq listes autonomes sous l'étiquette « L'Europe utile ».
- Le Mouvement pour la France en alliance avec Chasse, pêche, nature et traditions, sous la bannière de Libertas de l'Irlandais Declan Ganley (affiliation européenne : Indépendance/Démocratie)[32],[33].
- Debout la République (affiliation européenne : EUDemocrats)
- Alliance royale[34]
- Solidarité - Liberté, justice et paix, parti anti-avortement fondé en juin 2008, sur le modèle de son homologue italien. Présente des listes dans deux circonscriptions (Île-de-France et Sud-Est)[35].

### Extrême droite
- Front national : affiliation européenne en association Euronat en l'absence de groupe au parlement sortant.
- Parti de la France : dissidents du Front national, autour de Carl Lang, dont la « Maison de la vie et des libertés » de Jean-Claude Martinez. Avec eux se sont également rangés le Mouvement national républicain et la Nouvelle droite populaire.

### Autres
- Europe Démocratie Espéranto, mouvement citoyen trans-européen, pour l'introduction d'une langue commune[36]. Se présente dans deux pays (France et Allemagne).
- Newropeans, « mouvement citoyen trans-européen »[37]. Se présente dans trois pays (France, Allemagne et Pays-Bas) pour démocratiser les institutions européennes.
- Rassemblement pour l'initiative citoyenne[38] : ce mouvement promeut le référendum d'initiative populaire et est présent dans six circonscriptions. Une liste (celle présentée en Île-de-France) a été invalidée par le Conseil d'État pour non-respect de la parité.
- Le Parti humaniste présente des listes dans cinq circonscriptions. Ses équivalents européens se présentent aussi en Espagne, Belgique, Portugal et Hongrie.
- Mouvement Résistances, présent dans le Sud-Est (liste menée par Victor-Hugo Espinosa). Le mouvement aurait aussi dû être présent en Île-de-France (menée par le président du mouvement, Daniel Richard) mais ne s'y présenta finalement pas[39].
- « Cannabis sans frontières »[40] présente une liste dirigée en Île-de-France par Farid Ghehiouèche. Parti favorable à la dépénalisation du cannabis, et plus largement de toutes les drogues.
- Union des gens[41] : fusion de l'Union droite gauche et du Parti des gens ; présent dans sept circonscriptions.
- Liste antisioniste, conduite par l'humoriste Dieudonné M'bala M'bala en Île-de-France.
- Liste « Pouvoir d'achat - Chômage - Taxes - Immigration - Insécurité - Patrons voyous - Casse du service public. Où est la rupture ? Stop », présentée dans la circonscription Sud-Ouest[42] et conduite par Jean-Jacques Fanchtein. Liste de droite nationale, populaire, humaniste et tolérante[43].
- Parti faire un tour (PFT)[44] : liste fantaisiste présente en Île-de-France.
- Liste « Citoyenneté Culture Européennes », présente en Île-de-France et dirigée par André Locussol-Mascardi. Liste dont le but est de renforcer la citoyenneté européenne en accordant par exemple plus de moyens pour la culture[45].
- Liste « Pour une France et une Europe plus fraternelles », présente en Île-de-France et dirigée par Jean-Marie Julia. Liste dont le but est la paix dans le monde, grâce à l'évolution de la diplomatie française et plus largement européenne. Bien que la liste, essentiellement composée de personnes d'origines tamoules, ait été créée principalement pour alerter l'opinion sur la récente guerre menée par le gouvernement du Sri Lanka contre le groupe terroriste des Tigres Tamouls, faisant des dégâts collatéraux[46].
- Liste « Programme contre la précarité et le sexisme », présentée en Massif central - Centre sous la direction de Nicole Pradalier, dont le but serait de faire évoluer les mentalités pour « le progrès humain, le bien-être de tous et de toutes et la vie de la planète »[47].

### Chronologie
- Le 20 octobre 2008, Europe Écologie publie son manifeste et lance son site internet ainsi que son réseau social[48].
- Le 30 octobre 2008, la commission d'investiture du Front national désigne ses têtes de liste dans quatre des huit circonscriptions.
- Le 21 janvier 2009, Europe Écologie présente officiellement ses têtes de liste[49].
- Le 24 janvier 2009, l'UMP présente ses têtes de liste lors de son conseil national[50].
- Le 27 janvier 2009, le Nouveau Centre annonce négocier des listes communes avec l'UMP dans l'ensemble des circonscriptions[51], mais a désigné le 28 janvier des « chefs de file » dans chaque circonscription. Il présentera une seule liste autonome, en Outre-mer.
- Le 29 janvier 2009, le Front national annonce sa tête de liste pour l'Île-de-France.
- Le 1er février 2009, le MoDem désigne ses têtes de listes[52].
- Le 10 février 2009, Debout la République a présenté les principaux candidats qui conduiront les listes gaullistes[53].
- Le 28 février 2009, le Conseil national du PS propose ses candidats[54],[55]
- Le 1er mars 2009, la branche française du mouvement Europe Démocratie Espéranto présente ses têtes de liste lors d'une conférence de presse à Strasbourg, à l'occasion du congrès européen du mouvement[56].
- Le 4 mars 2009, le Centre national des indépendants et paysans (CNI) présente ses deux têtes de liste aux élections européennes : Annick du Roscoät (Île-de-France) et Daniel Mugerin (Outre-mer).
- Le 6 mars 2009, le Front national annonce ses têtes de liste des circonscriptions Ouest et Outre-mer, suivies de la circonscription Massif central - Centre le 9 mars 2009.
- Le 12 mars 2009, les candidats proposés par le Conseil national du PS sont soumis au vote des adhérents.
- Les 14 et 15 mars 2009, le Front national présente l'ensemble de ses candidats, lors de sa « Convention européenne » à Arras[57].
- Le 20 mars 2009 une convention nationale du PS ratifie les candidats désignés par ses adhérents.
- Le 22 mars 2009, le Parti Breton présente ses trois premiers candidats aux élections européennes : Émile Granville, Odile Fourniol et Hervé Le Guen (liste unique dans l'Ouest).
- Le 28 mars 2009, le Front de gauche présente la composition définitive de ses listes[58].
- Le 14 avril 2009, le CNI désigne quatre chefs de file pour d'autres circonscriptions (négociés avec l'UMP).
- Le 17 avril 2009, le Parti fédéraliste présente trois têtes de liste (Est, Sud-Est et Île-de-France).
- Le 18 avril 2009, le Parti de la France présente trois têtes de liste (Nord-Ouest, Sud-Ouest et Massif central - Centre). Deux autres listes sont encore envisagées afin d'avoir accès à la campagne audiovisuelle nationale. Carl Lang a confirmé qu'il n'y aurait pas de liste de son nouveau parti dans le Sud-Est et l'Est.
- Le 20 avril 2009, le RIF, sous le nom de « gaullistes en colère », présente trois têtes de liste[59], mais le 28 avril, Paul-Marie Coûteaux annonce qu'il se retire de la course, et appelle au vote blanc ou à l'abstention.
- Le 22 avril 2009, Solidarité - Liberté, justice et paix présente deux listes : une en Île-de-France et une dans le Sud-Est.
- Le 1er mai 2009, le Parti humaniste présente ses listes dans cinq circonscriptions[60].

## Sondages

### Évolution des sondages du 28 novembre 2008 au 7 mai 2009
| Listes | Listes           | Résultats 2004 | Ifop 28/11/2008 | Ifop 13/02/2009 | Ipsos 14/03/2009 | CSA 16/04/2009 | OpinionWay 17/04/2009 | Ifop 24/04/2009 | Ipsos 2/05/2009 | Ifop 7/05/2009 | Ifop 7/05/2009 |
|        | Lutte ouvrière   | 2,6 %          | 4 %             | 3 %             | 2 %              | 2 %            |                       | 3 %             | 2 %             | 2 %            | 2 %            |
|        | NPA              | 2,6 %          | 8 %             | 9 %             | 9 %              | 7 %            | 7 %                   | 7 %             | 7 %             | 7 %            | 7,5 %          |
|        | Front de gauche. | 5,9 %          | 4 %             | 4 %             | 6 %              | 3 %            | 5 %                   | 5,5 %           | 6 %             | 6,5 %          | 6,5 %          |
|        | PS               | 28,9 %         | 22 %            | 23 %            | 24 %             | 25 %           | 23 %                  | 22,5 %          | 23 %            | 21,5 %         | 21,5 %         |
|        | Europe Écologie  | 7,4 %          | 11 %            | 7 %             | 9 %              | 10 %           | 10 %                  | 7,5 %           | 10 %            | 7 %            | 8 %            |
|        | MoDem            | 12,5 %         | 12 %            | 14,5 %          | 10 %             | 12 %           | 12 %                  | 14 %            | 11 %            | 13,5 %         | 14 %           |
|        | UMP et alliés    | 16,6 %         | 24 %            | 26 %            | 27 %             | 27 %           | 28 %                  | 26,5 %          | 27 %            | 27 %           | 26 %           |
|        | DLR              |                | 1 %             | 2 %             | 1 %              | 1 %            | 1 %                   | 1 %             | 1 %             | 1 %            |                |
|        | Libertas         | 8,4 %          | 7 %             | 5 %             | 6 %              | 5 %            | 5 %                   | 5 %             | 6 %             | 5 %            | 5 %            |
|        | FN               | 9,8 %          | 7 %             | 6 %             | 5,5 %            | 8 %            | 6 %                   | 7,5 %           | 5 %             | 7,5 %          | 7,5 %          |
|        | Autres           | 7,9 %          |                 | 0,5 %           | 0,5 %            |                | 3 %                   | 0,5 %           | 2 %             | 2 %            | 2 %            |

### Évolution des sondages du 10 mai au 28 mai 2009
| Listes | Listes          | OpinionWay 10/05/2009 | CSA 14/05/2009 | Viavoice 15/05/2009 | Ipsos 16/05/2009 | OpinionWay 18/05/2009 | CSA 20/05/2009 | Ipsos 23/05/2009 | TNS Sofres 26/05/2009 | OpinionWay 27/05/2009 | TNS Sofres 28/05/2009 |
| ------ | --------------- | --------------------- | -------------- | ------------------- | ---------------- | --------------------- | -------------- | ---------------- | --------------------- | --------------------- | --------------------- |
|        | Lutte ouvrière  | 2 %                   | 2 %            | 2 %                 | 2 %              | 2 %                   | 1 %            | 2 %              | 2 %                   | 1 %                   | 2,5 %                 |
|        | NPA             | 7 %                   | 5 %            | 6 %                 | 7 %              | 6 %                   | 6 %            | 7 %              | 6 %                   | 6 %                   | 6 %                   |
|        | Front de gauche | 5 %                   | 4 %            | 6 %                 | 5 %              | 5 %                   | 5 %            | 5 %              | 7 %                   | 5 %                   | 7 %                   |
|        | PS              | 22 %                  | 22 %           | 22 %                | 22 %             | 21 %                  | 21 %           | 20 %             | 19 %                  | 20 %                  | 20 %                  |
|        | Europe Écologie | 9 %                   | 10 %           | 9 %                 | 10 %             | 10 %                  | 9 %            | 10,5 %           | 11 %                  | 10 %                  | 11 %                  |
|        | MoDem           | 13 %                  | 13 %           | 13 %                | 11 %             | 13 %                  | 14 %           | 13 %             | 14 %                  | 13 %                  | 13 %                  |
|        | UMP et alliés   | 27 %                  | 28 %           | 27 %                | 28 %             | 28 %                  | 26 %           | 26 %             | 26 %                  | 26 %                  | 26 %                  |
|        | DLR             | 1 %                   | 1 %            | 2 %                 | 1 %              | 0,5 %                 | 1 %            | 1 %              | 0,5 %                 | 0,5 %                 | 0,5 %                 |
|        | Libertas        | 5 %                   | 5 %            | 5 %                 | 6 %              | 5,5 %                 | 6 %            | 6 %              | 4 %                   | 6 %                   | 4,5 %                 |
|        | FN              | 7 %                   | 6 %            | 6 %                 | 5 %              | 6 %                   | 7 %            | 5,5 %            | 6 %                   | 7 %                   | 6 %                   |
|        | Autres          | 2 %                   | 4 %            | 2 %                 | 3 %              | 3 %                   | 4 %            | 4 %              | 4,5 %                 | 5,5 %                 | 3,5 %                 |

### Évolution des sondages du 28 mai au 6 juin 2009
| Listes | Listes          | CSA 28/05/2009 | Ifop 29/05/2009 | Ipsos 30/05/2009 | BVA 1/06/2009 | TNS Sofres 2/06/09 | OpinionWay 3/06/2009 | Ipsos 3/06/2009 | TNS Sofres 4/06/2009 | CSA 4/06/2009 | Ifop 4/06/2009 | Ipsos 6/06/09 |
| ------ | --------------- | -------------- | --------------- | ---------------- | ------------- | ------------------ | -------------------- | --------------- | -------------------- | ------------- | -------------- | ------------- |
|        | Lutte ouvrière  | 2 %            | 1 %             | 1,5 %            | 1,5 %         | 2,5 %              | 2,5 %                | 1,5 %           | 1,5 %                | 1 %           | 1,5 %          | 1,5 %         |
|        | NPA             | 5 %            | 7 %             | 7 %              | 6,5 %         | 5,5 %              | 5 %                  | 6,5 %           | 4,5 %                | 5 %           | 5 %            | 5 %           |
|        | Front de gauche | 6 %            | 7 %             | 5,5 %            | 6 %           | 6,5 %              | 6 %                  | 6 %             | 6,5 %                | 6 %           | 6 %            | 6,5 %         |
|        | PS              | 21 %           | 21 %            | 21 %             | 21,5 %        | 20 %               | 20 %                 | 21 %            | 19 %                 | 20 %          | 20 %           | 18 %          |
|        | Europe Écologie | 9 %            | 9,5 %           | 11 %             | 11 %          | 13,5 %             | 12 %                 | 11 %            | 15,5 %               | 11 %          | 12 %           | 16,5 %        |
|        | MoDem           | 13 %           | 13 %            | 12 %             | 11 %          | 11 %               | 12,5 %               | 11 %            | 12,5 %               | 14 %          | 12 %           | 8,5 %         |
|        | UMP et alliés   | 25 %           | 27 %            | 26 %             | 26 %          | 27 %               | 26 %                 | 27 %            | 27 %                 | 25 %          | 27,5 %         | 28,5 %        |
|        | DLR             | 1 %            | 1 %             | 0,5 %            | 0,5 %         | 1 %                | 0,5 %                | 1 %             | 1 %                  | 1 %           | 1,5 %          | 1 %           |
|        | Libertas        | 6 %            | 5 %             | 6 %              | 4,5 %         | 4 %                | 5 %                  | 6 %             | 4 %                  | 6 %           | 4,5 %          | 5 %           |
|        | FN              | 8 %            | 6 %             | 5,5 %            | 8,5 %         | 4 %                | 6,5 %                | 5,5 %           | 5 %                  | 7 %           | 5,5 %          | 5,5 %         |
|        | Autres          | 4 %            | 2,5 %           | 4 %              | 3 %           | 5 %                | 4 %                  | 3,5 %           | 3,5 %                | 4 %           | 4,5 %          | 2,5 %         |

Pour connaitre les sondages détaillés par circonscription électorale, se référer notamment à une étude de l'institut BVA-Vocalcom en date de juin 2009, et à l'analyse de ce sondage.

## Résultats

### National
|                | Nombre     | % des inscrits | % des votants |
| -------------- | ---------- | -------------- | ------------- |
| Inscrits       | 44 282 823 | 100,00         |               |
| Abstentions    | 26 290 662 | 59,37          |               |
| Votants        | 17 992 161 | 40,63          |               |
| Blancs ou nuls | 773 547    |                | 4,30          |
| Exprimés       | 17 218 614 |                | 95,70         |

| Parti politique ou coalition | Parti politique ou coalition                          | Affiliations   | Affiliations | Voix             | Voix      | Voix        | Sièges | Sièges |
| Parti politique ou coalition | Parti politique ou coalition                          | Parti européen | Groupe au PE | #                | %         | +/-         | #      | +/-    |
| ---------------------------- | ----------------------------------------------------- | -------------- | ------------ | ---------------- | --------- | ----------- | ------ | ------ |
|                              | Majorité présidentielle UMP - NC - LGM                | PPE            | PPE          | 4 799 908        | 27,88     | 11,2        | 29     | 12     |
|                              | Parti socialiste                                      | PSE            | S&D          | 2 838 160        | 16,48     | 12,4        | 14     | 17     |
|                              | Europe Écologie Les Verts - R&PS                      | PVE            | Verts/ALE    | 2 803 759        | 16,28     | 8,9         | 14     | 8      |
|                              | Mouvement démocrate                                   | PDE            | ADLE         | 1 455 841        | 8,46      | 4,1         | 6      | 5      |
|                              | Front de gauche PCF - PG - GU Alliance des Outre-mers | PGE            | GUE/NGL      | 1 041 911 73 110 | 6,05 0,42 | 0,85 · 0,18 | 4 1    | 2      |
|                              | Front national                                        | Euronat        | Non-inscrits | 1 091 691        | 6,34      | 3,5         | 3      | 4      |
|                              | Nouveau Parti anticapitaliste                         | GACE           | -            | 840 833          | 4,88      | -           | 0      | -      |
|                              | Libertas MPF - CPNT                                   | Libertas       | ELD          | 826 357          | 4,80      | 3,6         | 1      | 2      |
|                              | Alliance écologiste indépendante MEI - GE - LFA       | -              | -            | 625 375          | 3,63      | 1,7         | 0      | -      |
|                              | Debout la République                                  | EUD            | -            | 304 585          | 1,77      | -           | 0      | -      |
|                              | Lutte ouvrière                                        | -              | -            | 205 975          | 1,20      | -           | 0      | -      |
|                              | Autres                                                | -              | -            | 311 109          | 1,81      | -           | 0      | -      |

| Parti français                    | Députés | Parti européen                | Groupe au PE |
| --------------------------------- | ------- | ----------------------------- | ------------ |
| Union pour un mouvement populaire | 29      | Parti populaire européen      | PPE          |
| Parti socialiste                  | 14      | Parti socialiste européen     | S&D          |
| Les Verts                         | 13      | Parti vert européen           | Verts/ALE    |
| Mouvement démocrate               | 6       | Parti démocrate européen      | ADLE         |
| Parti communiste français         | 3       | Parti de la gauche européenne | GUE/NGL      |
| Front national                    | 3       | Euronat                       | Non-inscrits |
| Mouvement pour la France          | 1       | Libertas                      | ELD          |
| Régions et peuples solidaires     | 1       | Alliance libre européenne     | Verts/ALE    |
| Parti de gauche                   | 1       | Parti de la gauche européenne | GUE/NGL      |
| Parti communiste réunionnais      | 1       | –                             | GUE/NGL      |
| Total                             | 72      |                               |              |

### Par circonscription

#### Nord-Ouest
| Tête de liste | Tête de liste            | Liste                                                  | Voix      | %     | Sièges |
| --- | ------------------------ | ------------------------------------------------------ | --------- | ----- | ------ |
| | Dominique Riquet         | Majorité présidentielle (UMP - NC - LGM)               | 601 556   | 24,22 | 4      |
| Quand l’Europe veut, l’Europe peut – Majorité présidentielle – UMP – Nouveau Centre – La Gauche moderne, conduite par Dominique Riquet        |                          |                                                        | 601 556   | 24,22 | 4      |
| | Gilles Pargneaux         | Parti socialiste                                       | 449 533   | 18,10 | 2      |
| Changer l’Europe maintenant avec les socialistes                                                                                              |                          |                                                        | 449 533   | 18,10 | 2      |
| | Hélène Flautre           | Les Verts (EÉ)                                         | 300 579   | 12,10 | 1      |
| Europe Écologie avec Daniel Cohn‑Bendit, Eva Joly et José Bové                                                                                |                          |                                                        | 300 579   | 12,10 | 1      |
| | Marine Le Pen            | Front national                                         | 253 009   | 10,18 | 1      |
| Liste Front national |                          |                                                        | 253 009   | 10,18 | 1      |
| | Corinne Lepage           | Centre - Mouvement démocrate                           | 215 482   | 8,67  | 1      |
| Démocrates pour l’Europe – liste soutenue par François Bayrou                                                                                 |                          |                                                        | 215 482   | 8,67  | 1      |
| | Jacky Hénin              | Parti communiste français et Parti de gauche (FG - GU) | 169 813   | 6,84  | 1      |
| Front de gauche pour changer d’Europe – Liste conduite par Jacky Hénin, député européen                                                       |                          |                                                        | 169 813   | 6,84  | 1      |
| | Christine Poupin         | Extrême gauche (NPA)                                   | 143 967   | 5,80  | 0      |
| «Pas question de payer leur crise » – liste présentée par le NPA et soutenue par Olivier Besancenot                                           |                          |                                                        | 143 967   | 5,80  | 0      |
| | Frédéric Nihous          | Divers droite (CPNT - MPF - Libertas)                  | 105 753   | 4,26  | 0      |
| Protéger nos emplois, défendre nos valeurs avec la liste Nihous et de Villiers avec Libertas, CPNT et le MPF                                  |                          |                                                        | 105 753   | 4,26  | 0      |
| | Bernard Frau             | Autre (AEI)                                            | 88 494    | 3,56  | 0      |
| Alliance écologiste indépendante |                          |                                                        | 88 494    | 3,56  | 0      |
| | Thierry Grégoire         | Divers droite (DLR)                                    | 59 525    | 2,40  | 0      |
| Liste gaulliste Debout la République avec Nicolas Dupont-Aignan                                                                               |                          |                                                        | 59 525    | 2,40  | 0      |
| | Éric Pecqueur            | Extrême gauche (LO)                                    | 51 767    | 2,08  | 0      |
| Liste Lutte Ouvrière soutenue par Arlette Laguiller                                                                                           |                          |                                                        | 51 767    | 2,08  | 0      |
| | Carl Lang                | Extrême droite (PDF - MNR - NDP)                       | 37 689    | 1,52  | 0      |
| Le Parti de la France. Liste de résistance nationale pour défendre nos droits et les intérêts de la France face aux bureaucrates de Bruxelles |                          |                                                        | 37 689    | 1,52  | 0      |
| | Jacques Borie            | Autre (EDE)                                            | 4 680     | 0,19  | 0      |
| Europe Démocratie Espéranto |                          |                                                        | 4 680     | 0,19  | 0      |
| | Louis-Daniel Gourmelen   | Extrême gauche (COM)                                   | 607       | 0,02  | 0      |
| Communistes |                          |                                                        | 607       | 0,02  | 0      |
| | Virginie Verhassel       | Divers gauche (PPLD)                                   | 592       | 0,02  | 0      |
| Europe décroissance |                          |                                                        | 592       | 0,02  | 0      |
| | Dominique Fachon         | Divers droite (CNIP)                                   | 455       | 0,02  | 0      |
| Pour une Europe utile |                          |                                                        | 455       | 0,02  | 0      |
| | Martine Audo             | Autre (UDG)                                            | 421       | 0,02  | 0      |
| Union des Gens – Circonscription Nord-Ouest                                                                                                   |                          |                                                        | 421       | 0,02  | 0      |
| | Jean-Michel Vernochet    | Autre (RIC)                                            | 218       | 0,01  | 0      |
| Europe et démocratie – Rassemblement pour l’initiative citoyenne (RIC)                                                                        |                          |                                                        | 218       | 0,01  | 0      |
| |                          |                                                        |           |       |        |
| Suffrages exprimés | Suffrages exprimés       | Suffrages exprimés                                     | 2 484 140 | 95,03 |        |
| Votes blancs et nuls | Votes blancs et nuls     | Votes blancs et nuls                                   | 129 807   | 4,97  |        |
| Total | Total                    | Total                                                  | 2 613 947 | 100   | 10     |
| Abstention | Abstention               | Abstention                                             | 3 954 989 | 60,21 |        |
| Inscrits / participation | Inscrits / participation | Inscrits / participation                               | 6 568 936 | 39,79 |        |

| Parti | Parti | Nom                                                         | Groupe       |
| ----- | ----- | ----------------------------------------------------------- | ------------ |
|       | UMP   | Dominique Riquet Tokia Saïfi Jean-Paul Gauzès Pascale Gruny | PPE          |
|       | PS    | Gilles Pargneaux Estelle Grelier                            | S&D          |
|       | LV    | Hélène Flautre                                              | Verts/ALE    |
|       | FN    | Marine Le Pen                                               | Non-inscrits |
|       | MoDem | Corinne Lepage                                              | ADLE         |
|       | PCF   | Jacky Hénin                                                 | GUE/NGL      |

#### Ouest
| Tête de liste | Tête de liste            | Liste                                                  | Voix      | %     | Sièges |
| --- | ------------------------ | ------------------------------------------------------ | --------- | ----- | ------ |
| | Christophe Béchu         | Majorité présidentielle (UMP - NC - LGM)               | 680 829   | 27,16 | 3      |
| Quand l’Europe veut, l’Europe peut – Majorité présidentielle – UMP – Nouveau Centre – La Gauche moderne – conduite par Christophe Béchu |                          |                                                        | 680 829   | 27,16 | 3      |
| | Bernadette Vergnaud      | Parti socialiste                                       | 433 309   | 17,29 | 2      |
| Changer l’Europe maintenant avec les socialistes                                                                                        |                          |                                                        | 433 309   | 17,29 | 2      |
| | Yannick Jadot            | Les Verts (EÉ)                                         | 417 449   | 16,65 | 2      |
| Europe Écologie avec Daniel Cohn‑Bendit, Eva Joly et José Bové                                                                          |                          |                                                        | 417 449   | 16,65 | 2      |
| | Philippe de Villiers     | Divers droite (MPF - CPNT - Libertas)                  | 257 437   | 10,27 | 1      |
| Liste d’Union pour une autre Europe avec Philippe de Villiers soutenue par le MPF, CPNT et Libertas                                     |                          |                                                        | 257 437   | 10,27 | 1      |
| | Sylvie Goulard           | Centre - Mouvement démocrate                           | 212 524   | 8,48  | 1      |
| Démocrates pour l’Europe – liste soutenue par François Bayrou                                                                           |                          |                                                        | 212 524   | 8,48  | 1      |
| | Laurence de Bouard       | Extrême gauche (NPA)                                   | 128 641   | 5,13  | 0      |
| « Pas question de payer leur crise » – liste présentée par le NPA et soutenue par Olivier Besancenot                                    |                          |                                                        | 128 641   | 5,13  | 0      |
| | Jacques Généreux         | Parti communiste français et Parti de gauche (FG - GU) | 114 755   | 4,58  | 0      |
| Front de gauche pour changer d’Europe                                                                                                   |                          |                                                        | 114 755   | 4,58  | 0      |
| | Eva Roy                  | Autre (AEI)                                            | 93 391    | 3,73  | 0      |
| Alliance écologiste indépendante |                          |                                                        | 93 391    | 3,73  | 0      |
| | Brigitte Neveux          | Front national                                         | 76 645    | 3,06  | 0      |
| Liste Front national présentée par Jean‑Marie Le Pen                                                                                    |                          |                                                        | 76 645    | 3,06  | 0      |
| | Émile Granville          | Régionaliste (PB)                                      | 32 805    | 1,31  | 0      |
| La Voix de la Bretagne en Europe |                          |                                                        | 32 805    | 1,31  | 0      |
| | Valérie Hamon            | Extrême gauche (LO)                                    | 31 284    | 1,25  | 0      |
| Liste Lutte ouvrière soutenue par Arlette Laguiller                                                                                     |                          |                                                        | 31 284    | 1,25  | 0      |
| | Christian Lechevalier    | Divers droite (DLR)                                    | 14 748    | 0,59  | 0      |
| Liste gaulliste Debout la République avec Nicolas Dupont‑Aignan                                                                         |                          |                                                        | 14 748    | 0,59  | 0      |
| | Louis-Marie Bachelot     | Divers droite (AL)                                     | 4 371     | 0,17  | 0      |
| Alternative libérale Ouest – « L’Europe c’est vous »                                                                                    |                          |                                                        | 4 371     | 0,17  | 0      |
| | Bert Horst Schumann      | Autre (EDE)                                            | 4 215     | 0,17  | 0      |
| Europe Démocratie Espéranto |                          |                                                        | 4 215     | 0,17  | 0      |
| | Thierry Brulavoine       | Divers gauche (PPLD)                                   | 1 374     | 0,05  | 0      |
| Europe décroissance |                          |                                                        | 1 374     | 0,05  | 0      |
| | Jean-Philippe Chauvin    | Autre (AR)                                             | 967       | 0,04  | 0      |
| Une France royale au cœur de l’Europe                                                                                                   |                          |                                                        | 967       | 0,04  | 0      |
| | Gilles Helgen            | Autre (RIC)                                            | 581       | 0,02  | 0      |
| Europe et démocratie – Rassemblement pour l’initiative citoyenne (RIC)                                                                  |                          |                                                        | 581       | 0,02  | 0      |
| | Chantal Girardin         | Extrême gauche (COM)                                   | 518       | 0,02  | 0      |
| Communistes |                          |                                                        | 518       | 0,02  | 0      |
| | Christophe Dupas         | Autre (UDG)                                            | 494       | 0,02  | 0      |
| Union des Gens – circonscription Ouest                                                                                                  |                          |                                                        | 494       | 0,02  | 0      |
| | Bruno Blossier           | Autre (Newropeans)                                     | 357       | 0,01  | 0      |
| Newropeans |                          |                                                        | 357       | 0,01  | 0      |
| |                          |                                                        |           |       |        |
| Suffrages exprimés | Suffrages exprimés       | Suffrages exprimés                                     | 2 506 694 | 95,79 |        |
| Votes blancs et nuls | Votes blancs et nuls     | Votes blancs et nuls                                   | 110 300   | 4,21  |        |
| Total | Total                    | Total                                                  | 2 616 994 | 100   | 9      |
| Abstention | Abstention               | Abstention                                             | 3 560 381 | 57,64 |        |
| Inscrits / participation | Inscrits / participation | Inscrits / participation                               | 6 177 375 | 42,36 |        |

| Parti | Parti | Nom                                                   | Groupe    |
| ----- | ----- | ----------------------------------------------------- | --------- |
|       | UMP   | Christophe Béchu Élisabeth Morin-Chartier Alain Cadec | PPE       |
|       | PS    | Bernadette Vergnaud Stéphane Le Foll                  | S&D       |
|       | LV    | Yannick Jadot Nicole Kiil-Nielsen                     | Verts/ALE |
|       | MPF   | Philippe de Villiers                                  | ELD       |
|       | MoDem | Sylvie Goulard                                        | ADLE      |

#### Est
| Tête de liste | Tête de liste            | Liste                                                  | Voix      | %     | Sièges |
| --- | ------------------------ | ------------------------------------------------------ | --------- | ----- | ------ |
| | Joseph Daul              | Majorité présidentielle (UMP - NC - LGM)               | 635 016   | 29,20 | 4      |
| Quand l’Europe veut, l’Europe peut – Majorité présidentielle – Nouveau Centre – La Gauche moderne – conduite par Joseph Daul |                          |                                                        | 635 016   | 29,20 | 4      |
| | Catherine Trautmann      | Parti socialiste                                       | 374 971   | 17,24 | 2      |
| Changer l’Europe maintenant avec les socialistes                                                                             |                          |                                                        | 374 971   | 17,24 | 2      |
| | Sandrine Bélier          | Les Verts (EÉ)                                         | 310 620   | 14,28 | 1      |
| Europe Écologie avec Daniel Cohn‑Bendit, Eva Joly et José Bové                                                               |                          |                                                        | 310 620   | 14,28 | 1      |
| | Jean-François Kahn       | Centre - Mouvement démocrate                           | 205 256   | 9,44  | 1      |
| Démocrates pour l’Europe – liste soutenue par François Bayrou                                                                |                          |                                                        | 205 256   | 9,44  | 1      |
| | Bruno Gollnisch          | Front national                                         | 164 672   | 7,57  | 1      |
| Liste Front national présentée par Jean‑Marie Le Pen                                                                         |                          |                                                        | 164 672   | 7,57  | 1      |
| | Yvan Zimmermann          | Extrême gauche (NPA)                                   | 122 767   | 5,64  | 0      |
| « Pas question de payer leur crise » – liste présentée par le NPA et soutenue par Olivier Besancenot                         |                          |                                                        | 122 767   | 5,64  | 0      |
| | Antoine Waechter         | Autre (AEI)                                            | 92 613    | 4,26  | 0      |
| Alliance écologiste indépendante                                                                                             |                          |                                                        | 92 613    | 4,26  | 0      |
| | Christophe Beaudouin     | Divers droite (MPF - CPNT - Libertas)                  | 89 127    | 4,10  | 0      |
| Protéger nos emplois, défendre nos valeurs – liste de Villiers soutenue par le MPF, CPNT et Libertas                         |                          |                                                        | 89 127    | 4,10  | 0      |
| | Hélène Franco            | Parti communiste français et Parti de gauche (FG - GU) | 84 632    | 3,89  | 0      |
| Front de gauche pour changer d’Europe                                                                                        |                          |                                                        | 84 632    | 3,89  | 0      |
| | Jean-Pierre Gérard       | Divers droite (DLR)                                    | 50 698    | 2,33  | 0      |
| Liste gaulliste Debout la République avec Nicolas Dupont‑Aignan                                                              |                          |                                                        | 50 698    | 2,33  | 0      |
| | Claire Rocher            | Extrême gauche (LO)                                    | 31 848    | 1,46  | 0      |
| Liste Lutte ouvrière soutenue par Arlette Laguiller                                                                          |                          |                                                        | 31 848    | 1,46  | 0      |
| | Christian Braga          | Divers droite (AL)                                     | 5 721     | 0,26  | 0      |
| « L’Europe, c’est vous » |                          |                                                        | 5 721     | 0,26  | 0      |
| | Fabien Tschudy           | Autre (EDE)                                            | 4 325     | 0,20  | 0      |
| Europe Démocratie Espéranto                                                                                                  |                          |                                                        | 4 325     | 0,20  | 0      |
| | Catherine Bahl           | Divers gauche (PPLD)                                   | 941       | 0,04  | 0      |
| Europe décroissance |                          |                                                        | 941       | 0,04  | 0      |
| | Sandrine Pico            | Autre (AR)                                             | 749       | 0,03  | 0      |
| Une France royale au cœur de l’Europe                                                                                        |                          |                                                        | 749       | 0,03  | 0      |
| | Thomas Cuerq             | Autre (RIC)                                            | 358       | 0,02  | 0      |
| Europe et démocratie – Rassemblement pour l’initiative citoyenne (RIC)                                                       |                          |                                                        | 358       | 0,02  | 0      |
| | François Guérin          | Autre (Newropeans)                                     | 307       | 0,01  | 0      |
| Newropeans |                          |                                                        | 307       | 0,01  | 0      |
| | Antonio Sanchez          | Extrême gauche (COM)                                   | 198       | 0,01  | 0      |
| Communistes |                          |                                                        | 198       | 0,01  | 0      |
| | Marie-Laurence Chanut    | Divers gauche (PH)                                     | 82        | 0,00  | 0      |
| La force de la non‑violence                                                                                                  |                          |                                                        | 82        | 0,00  | 0      |
| |                          |                                                        |           |       |        |
| Suffrages exprimés | Suffrages exprimés       | Suffrages exprimés                                     | 2 174 901 | 95,01 |        |
| Votes blancs et nuls | Votes blancs et nuls     | Votes blancs et nuls                                   | 114 320   | 4,99  |        |
| Total | Total                    | Total                                                  | 2 289 221 | 100   | 9      |
| Abstention | Abstention               | Abstention                                             | 3 565 336 | 60,90 |        |
| Inscrits / participation | Inscrits / participation | Inscrits / participation                               | 5 854 557 | 39,10 |        |

| Parti | Parti | Nom                                          | Groupe       |
| ----- | ----- | -------------------------------------------- | ------------ |
|       | UMP   | Joseph Daul Véronique Mathieu Arnaud Danjean | PPE          |
|       | LGM   | Michèle Striffler                            | PPE          |
|       | PS    | Catherine Trautmann Liêm Hoang-Ngoc          | S&D          |
|       | LV    | Sandrine Bélier                              | Verts/ALE    |
|       | MoDem | Nathalie Griesbeck                           | ADLE         |
|       | FN    | Bruno Gollnisch                              | Non-inscrits |

#### Sud-Ouest
| Tête de liste | Tête de liste            | Liste                                                  | Voix      | %     | Sièges |
| --- | ------------------------ | ------------------------------------------------------ | --------- | ----- | ------ |
| | Dominique Baudis         | Majorité présidentielle (UMP - NC - LGM)               | 705 900   | 26,89 | 4      |
| Quand l’Europe veut, l’Europe peut – Majorité présidentielle – UMP – Nouveau Centre – La Gauche moderne, conduite par Dominique Baudis |                          |                                                        | 705 900   | 26,89 | 4      |
| | Kader Arif               | Parti socialiste                                       | 465 076   | 17,72 | 2      |
| Changer l'Europe, maintenant avec les socialistes                                                                                      |                          |                                                        | 465 076   | 17,72 | 2      |
| | José Bové                | Les Verts (EÉ)                                         | 415 457   | 15,83 | 2      |
| Europe Écologie avec Daniel Cohn‑Bendit, Eva Joly, José Bové                                                                           |                          |                                                        | 415 457   | 15,83 | 2      |
| | Robert Rochefort         | Centre - Mouvement démocrate                           | 225 917   | 8,61  | 1      |
| Démocrates pour l’Europe – liste soutenue par François Bayrou                                                                          |                          |                                                        | 225 917   | 8,61  | 1      |
| | Jean-Luc Mélenchon       | Parti communiste français et Parti de gauche (FG - GU) | 214 079   | 8,16  | 1      |
| Front de gauche pour changer d’Europe                                                                                                  |                          |                                                        | 214 079   | 8,16  | 1      |
| | Louis Aliot              | Front national                                         | 155 806   | 5,94  | 0      |
| Liste Front national présentée par Jean‑Marie Le Pen                                                                                   |                          |                                                        | 155 806   | 5,94  | 0      |
| | Myriam Martin            | Extrême gauche (NPA)                                   | 147 422   | 5,62  | 0      |
| « Pas question de payer leur crise » – liste présentée par le NPA et soutenue par Olivier Besancenot                                   |                          |                                                        | 147 422   | 5,62  | 0      |
| | Patrice Drevet           | Autre (AEI)                                            | 111 313   | 4,24  | 0      |
| Alliance écologiste indépendante |                          |                                                        | 111 313   | 4,24  | 0      |
| | Eddie Puyjalon           | Divers droite (CPNT - MPF - Libertas)                  | 80 274    | 3,06  | 0      |
| Protéger nos emplois, défendre nos valeurs avec la liste Nihous et de Villiers avec Libertas, CPNT et le MPF                           |                          |                                                        | 80 274    | 3,06  | 0      |
| | Henri Temple             | Divers droite (DLR)                                    | 33 656    | 1,28  | 0      |
| Liste Debout la République avec Nicolas Dupont‑Aignan                                                                                  |                          |                                                        | 33 656    | 1,28  | 0      |
| | Sandra Torremocha        | Extrême gauche (LO)                                    | 26 760    | 1,02  | 0      |
| Liste Lutte ouvrière soutenue par Arlette Laguiller                                                                                    |                          |                                                        | 26 760    | 1,02  | 0      |
| | Jean-Claude Martinez     | Extrême droite (MVL - PDF - MNR - NDP)                 | 24 070    | 0,92  | 0      |
| L’Europe de la vie |                          |                                                        | 24 070    | 0,92  | 0      |
| | Ixabel Echeverria        | Régionaliste (EHA)                                     | 5 771     | 0,22  | 0      |
| Euskal Herriaren Alde |                          |                                                        | 5 771     | 0,22  | 0      |
| | Jean Tellechea           | Régionaliste (PNB)                                     | 4 201     | 0,16  | 0      |
| Euskadi Europan – le Pays basque en Europe                                                                                             |                          |                                                        | 4 201     | 0,16  | 0      |
| | Raymond Faura            | Autre (EDE)                                            | 3 975     | 0,15  | 0      |
| Europe Démocratie Espéranto |                          |                                                        | 3 975     | 0,15  | 0      |
| | Douce de Franclieu       | Divers droite (AL)                                     | 3 434     | 0,13  | 0      |
| L’Europe c’est vous |                          |                                                        | 3 434     | 0,13  | 0      |
| | Sylvie Barbe             | Divers gauche (PPLD)                                   | 827       | 0,03  | 0      |
| Europe décroissance |                          |                                                        | 827       | 0,03  | 0      |
| | David Carayol            | Autre (Newropeans)                                     | 371       | 0,01  | 0      |
| Newropeans |                          |                                                        | 371       | 0,01  | 0      |
| | Jean-Jacques Fanchtein   | Autre                                                  | 266       | 0,01  | 0      |
| Pouvoir d’achat – chômage – taxes – immigration – insécurité – patrons voyous – casse du service public. Où est la rupture ? Stop      |                          |                                                        | 266       | 0,01  | 0      |
| | Vincent Jacob            | Autre (UDG)                                            | 232       | 0,01  | 0      |
| Union des Gens – circonscription Sud‑Ouest                                                                                             |                          |                                                        | 232       | 0,01  | 0      |
| | Robert Raich             | Divers gauche (PH)                                     | 102       | 0,00  | 0      |
| La force de la non‑violence |                          |                                                        | 102       | 0,00  | 0      |
| | Alain Terrien            | Autre (RIC)                                            | 93        | 0,00  | 0      |
| « Permis de voter – RIC – France » |                          |                                                        | 93        | 0,00  | 0      |
| | Yves Gras                | Extrême gauche (COM)                                   | 57        | 0,00  | 0      |
| Communistes |                          |                                                        | 57        | 0,00  | 0      |
| | Pierre Dulong            | Divers droite (CNIP)                                   | 16        | 0,00  | 0      |
| Pour une Europe utile |                          |                                                        | 16        | 0,00  | 0      |
| |                          |                                                        |           |       |        |
| Suffrages exprimés | Suffrages exprimés       | Suffrages exprimés                                     | 2 625 075 | 95,13 |        |
| Votes blancs et nuls | Votes blancs et nuls     | Votes blancs et nuls                                   | 134 474   | 4,87  |        |
| Total | Total                    | Total                                                  | 2 759 549 | 100   | 10     |
| Abstention | Abstention               | Abstention                                             | 3 441 245 | 55,50 |        |
| Inscrits / participation | Inscrits / participation | Inscrits / participation                               | 6 200 794 | 44,50 |        |

| Parti | Parti | Nom                                                                                | Groupe    |
| ----- | ----- | ---------------------------------------------------------------------------------- | --------- |
|       | UMP   | Dominique Baudis Christine de Veyrac Alain Lamassoure Marie-Thérèse Sanchez-Schmid | PPE       |
|       | PS    | Kader Arif Françoise Castex                                                        | S&D       |
|       | LV    | José Bové Catherine Grèze                                                          | Verts/ALE |
|       | MoDem | Robert Rochefort                                                                   | ADLE      |
|       | PG    | Jean-Luc Mélenchon                                                                 | GUE/NGL   |

#### Sud-Est
| Tête de liste | Tête de liste            | Liste                                                  | Voix      | %     | Sièges |
| --- | ------------------------ | ------------------------------------------------------ | --------- | ----- | ------ |
| | Françoise Grossetête     | Majorité présidentielle (UMP - NC - LGM)               | 862 556   | 29,34 | 5      |
| Quand l’Europe veut, l’Europe peut – Majorité présidentielle – UMP – Nouveau Centre – La Gauche moderne conduite par Françoise Grossetête |                          |                                                        | 862 556   | 29,34 | 5      |
| | Michèle Rivasi           | Les Verts (EÉ)                                         | 537 151   | 18,27 | 3      |
| Europe Écologie avec Daniel Cohn‑Bendit, Eva Joly et José Bové                                                                            |                          |                                                        | 537 151   | 18,27 | 3      |
| | Vincent Peillon          | Parti socialiste                                       | 426 043   | 14,49 | 2      |
| Changer l’Europe maintenant avec les socialistes                                                                                          |                          |                                                        | 426 043   | 14,49 | 2      |
| | Jean-Marie Le Pen        | Front national                                         | 249 695   | 8,49  | 1      |
| Liste Front national présentée par Jean‑Marie Le Pen                                                                                      |                          |                                                        | 249 695   | 8,49  | 1      |
| | Jean-Luc Bennahmias      | Centre - Mouvement démocrate                           | 216 630   | 7,37  | 1      |
| Démocrates pour l’Europe – liste soutenue par François Bayrou                                                                             |                          |                                                        | 216 630   | 7,37  | 1      |
| | Marie-Christine Vergiat  | Parti communiste français et Parti de gauche (FG - GU) | 173 576   | 5,90  | 1      |
| Front de gauche pour changer d’Europe |                          |                                                        | 173 576   | 5,90  | 1      |
| | Raoul-Marc Jennar        | Extrême gauche (NPA)                                   | 127 420   | 4,33  | 0      |
| « Pas question de payer leur crise » – liste présentée par le NPA et soutenue par Olivier Besancenot                                      |                          |                                                        | 127 420   | 4,33  | 0      |
| | Patrick Louis            | Divers droite (MPF - CPNT - Libertas)                  | 126 219   | 4,29  | 0      |
| Protéger nos emplois, défendre nos valeurs avec la liste de Villiers soutenue par le MPF, CPNT et Libertas                                |                          |                                                        | 126 219   | 4,29  | 0      |
| | Francis Lalanne          | Autre (AEI)                                            | 110 109   | 3,75  | 0      |
| Alliance écologiste indépendante |                          |                                                        | 110 109   | 3,75  | 0      |
| | Michèle Vianès           | Divers droite (DLR)                                    | 58 394    | 1,99  | 0      |
| Liste gaulliste Debout la République avec Nicolas Dupont‑Aignan                                                                           |                          |                                                        | 58 394    | 1,99  | 0      |
| | Nathalie Arthaud         | Extrême gauche (LO)                                    | 24 727    | 0,84  | 0      |
| Liste Lutte ouvrière soutenue par Arlette Laguiller                                                                                       |                          |                                                        | 24 727    | 0,84  | 0      |
| | Victor-Hugo Espinosa     | Autre                                                  | 14 521    | 0,49  | 0      |
| Résistance |                          |                                                        | 14 521    | 0,49  | 0      |
| | Christian Garino         | Autre (EDE)                                            | 4 286     | 0,15  | 0      |
| Europe Démocratie Espéranto |                          |                                                        | 4 286     | 0,15  | 0      |
| | Matthieu Chauvin         | Autre                                                  | 4 270     | 0,15  | 0      |
| Solidarité‑Liberté, Justice et Paix |                          |                                                        | 4 270     | 0,15  | 0      |
| | Annie Vital              | Divers gauche (PPLD)                                   | 1 110     | 0,04  | 0      |
| Europe Décroissance |                          |                                                        | 1 110     | 0,04  | 0      |
| | Jacques Gautron          | Divers droite (AL)                                     | 626       | 0,02  | 0      |
| « L’Europe c’est vous » |                          |                                                        | 626       | 0,02  | 0      |
| | Jérôme Médeville         | Autre (UDG)                                            | 617       | 0,02  | 0      |
| Union des Gens – circonscription « Sud‑Est »                                                                                              |                          |                                                        | 617       | 0,02  | 0      |
| | Dominique Hamel          | Autre (AR)                                             | 606       | 0,02  | 0      |
| Une France royale au cœur de l’Europe |                          |                                                        | 606       | 0,02  | 0      |
| | Christophe Ricerchi      | Extrême gauche (COM)                                   | 593       | 0,02  | 0      |
| Communistes |                          |                                                        | 593       | 0,02  | 0      |
| | Daniel Dufreney          | Divers droite (CNIP)                                   | 354       | 0,01  | 0      |
| Pour une Europe utile |                          |                                                        | 354       | 0,01  | 0      |
| | Philippe Bariol          | Divers gauche (PH)                                     | 136       | 0,00  | 0      |
| La force de la non‑violence |                          |                                                        | 136       | 0,00  | 0      |
| |                          |                                                        |           |       |        |
| Suffrages exprimés | Suffrages exprimés       | Suffrages exprimés                                     | 2 939 639 | 96,57 |        |
| Votes blancs et nuls | Votes blancs et nuls     | Votes blancs et nuls                                   | 104 364   | 3,43  |        |
| Total | Total                    | Total                                                  | 3 044 003 | 100   | 13     |
| Abstention | Abstention               | Abstention                                             | 4 635 847 | 60,36 |        |
| Inscrits / participation | Inscrits / participation | Inscrits / participation                               | 7 679 850 | 39,64 |        |

| Parti | Parti | Nom                                                               | Groupe       |
| ----- | ----- | ----------------------------------------------------------------- | ------------ |
|       | UMP   | Françoise Grossetête Dominique Vlasto Michel Dantin Gaston Franco | PPE          |
|       | NC    | Damien Abad                                                       | PPE          |
|       | LV    | Michèle Rivasi François Alfonsi Malika Benarab-Attou              | Verts/ALE    |
|       | PS    | Vincent Peillon Sylvie Guillaume                                  | S&D          |
|       | FN    | Jean-Marie Le Pen                                                 | Non-inscrits |
|       | MoDem | Jean-Luc Bennahmias                                               | ADLE         |
|       | FG    | Marie-Christine Vergiat                                           | GUE/NGL      |

#### Massif central - Centre
20 listes ont été déposées dans cette circonscription, les résultats sont les suivants :
|                | Nombre    | % Inscrits | % Votants |
| -------------- | --------- | ---------- | --------- |
| Inscrits       | 3 342 417 | 100,00     |           |
| Abstentions    | 1 919 670 | 57,43      |           |
| Votants        | 1 422 747 | 42,57      |           |
| Blancs ou nuls | 80 498    | 2,41       | 5,66      |
| Exprimés       | 1 342 249 | 40,16      | 94,34     |

| Tête de liste         | Parti ou coalition                          | Voix    | % exprimés | Sièges |
| --------------------- | ------------------------------------------- | ------- | ---------- | ------ |
| Jean-Pierre Audy      | Majorité présidentielle                     | 382 632 | 28,51      | 3      |
| Henri Weber           | Parti socialiste                            | 238 806 | 17,79      | 1      |
| Jean-Paul Besset      | Europe Écologie                             | 182 311 | 13,58      | 1      |
| Jean Marie Beaupuy    | Mouvement démocrate                         | 109 369 | 8,15       | 0      |
| Marie-France Beaufils | Front de gauche                             | 108 194 | 8,06       | 0      |
| Christian Nguyen      | Nouveau Parti anticapitaliste               | 73 162  | 5,45       | 0      |
| Patrick Bourson       | Front national                              | 68 665  | 5,12       | 0      |
| Véronique Goncalvès   | Libertas                                    | 65 718  | 4,90       | 0      |
| Michel Fabre          | Alliance écologiste indépendante            | 46 351  | 3,45       | 0      |
| Jean Verdon           | Parti de la France                          | 25 294  | 1,88       | 0      |
| Jean Barrat           | Debout la République                        | 19 231  | 1,43       | 0      |
| Marie Savre           | Lutte ouvrière                              | 18 841  | 1,40       | 0      |
| Farhad Daneshmand     | Europe Démocratie Espéranto                 | 2 633   | 0,20       | 0      |
| Philippe Micaelli     | Newropeans                                  | 230     | 0,02       | 0      |
| Jean-Pierre Baron     | Union des gens                              | 229     | 0,02       | 0      |
| Robert de Prévoisin   | Alliance royale                             | 228     | 0,02       | 0      |
| Aline Pornet          | Communistes                                 | 185     | 0,01       | 0      |
| Thérèse Neroud        | Parti humaniste                             | 97      | 0,01       | 0      |
| Jacques-Henri Daudon  | Rassemblement pour l'initiative citoyenne   | 49      | 0,00       | 0      |
| Nicole Pradalier      | Programme contre la précarité et le sexisme | 24      | 0,00       | 0      |

| Parti                   | Nom                                             | Groupe au PE |
| ----------------------- | ----------------------------------------------- | ------------ |
| Majorité présidentielle | Jean-Pierre Audy Sophie Auconie Brice Hortefeux | PPE          |
| Europe Écologie         | Jean-Paul Besset                                | Verts/ALE    |
| Parti socialiste        | Henri Weber                                     | S&D          |

#### Île-de-France
27 listes ont été déposées dans cette circonscription, les résultats sont les suivants :
|                | Nombre    | % Inscrits | % Votants |
| -------------- | --------- | ---------- | --------- |
| Inscrits       | 6 823 189 | 100,00     |           |
| Abstentions    | 3 953 113 | 57,94      |           |
| Votants        | 2 870 076 | 42,06      |           |
| Blancs ou nuls | 71 956    | 1,05       | 2,51      |
| Exprimés       | 2 798 120 | 41,01      | 97,49     |

| Tête de liste                  | Parti ou coalition                              | Voix    | % exprimés | Sièges |
| ------------------------------ | ----------------------------------------------- | ------- | ---------- | ------ |
| Michel Barnier                 | Majorité présidentielle                         | 828 172 | 29,60      | 5      |
| Daniel Cohn-Bendit             | Europe Écologie                                 | 583 690 | 20,86      | 4      |
| Harlem Désir                   | Parti socialiste                                | 379 908 | 13,58      | 2      |
| Marielle de Sarnez             | Mouvement démocrate                             | 238 341 | 8,52       | 1      |
| Patrick Le Hyaric              | Front de gauche                                 | 176 862 | 6,32       | 1      |
| Jean-Michel Dubois             | Front national                                  | 123 199 | 4,40       | 0      |
| Omar Slaouti                   | Nouveau Parti anticapitaliste                   | 97 454  | 3,48       | 0      |
| Jérôme Rivière                 | Libertas                                        | 91 814  | 3,28       | 0      |
| Jean-Marc Governatori          | Alliance écologiste indépendante                | 83 009  | 2,97       | 0      |
| Jean-Pierre Enjalbert          | Debout la République                            | 68 333  | 2,44       | 0      |
| Dieudonné M'bala M'bala        | Liste antisioniste                              | 36 374  | 1,30       | 0      |
| Françoise Castany              | La Terre sinon rien                             | 28 768  | 1,03       | 0      |
| Jean-Pierre Mercier            | Lutte ouvrière                                  | 20 748  | 0,74       | 0      |
| Annick du Roscoät              | Centre national des indépendants et paysans     | 11 700  | 0,42       | 0      |
| Jean-Marie Julia               | Pour une France et une Europe plus fraternelles | 6 529   | 0,23       | 0      |
| Axel de Boer                   | Solidarité-France                               | 4 386   | 0,16       | 0      |
| Farid Ghehiouèche              | Cannabis sans frontières                        | 4 015   | 0,14       | 0      |
| Élisabeth Barbay               | Europe Démocratie Espéranto                     | 3 294   | 0,12       | 0      |
| Sabine Herold                  | Alternative libérale                            | 2 792   | 0,10       | 0      |
| André Locussol                 | Citoyenneté Culture Européennes                 | 1 758   | 0,06       | 0      |
| Patrick Cosseron de Villenoisy | Alliance royale                                 | 1 317   | 0,05       | 0      |
| Gaspard Delanoë                | Parti faire un tour                             | 1 197   | 0,04       | 0      |
| Marianne Ranke-Cormier         | Newropeans                                      | 1 058   | 0,04       | 0      |
| Rolande Perlican               | Communistes                                     | 1 050   | 0,04       | 0      |
| Jean-Luc Pasquinet             | Europe Décroissance                             | 1 015   | 0,04       | 0      |
| Alain Mourguy                  | Union des gens                                  | 755     | 0,03       | 0      |
| Alain Ducq                     | Parti humaniste                                 | 582     | 0,02       | 0      |

| Parti                   | Nom                                                                         | Groupe au PE |
| ----------------------- | --------------------------------------------------------------------------- | ------------ |
| Majorité présidentielle | Michel Barnier Rachida Dati Jean-Marie Cavada Marielle Gallo Philippe Juvin | PPE          |
| Europe Écologie         | Daniel Cohn-Bendit Eva Joly Pascal Canfin Karima Delli                      | Verts/ALE    |
| Parti socialiste        | Harlem Désir Pervenche Berès                                                | S&D          |
| Mouvement démocrate     | Marielle de Sarnez                                                          | ADLE         |
| Front de gauche         | Patrick Le Hyaric                                                           | GUE/NGL      |

#### Outre-Mer
11 listes ont été déposées dans cette circonscription, les résultats sont les suivants :
|                | Nombre    | % Inscrits | % Votants |
| -------------- | --------- | ---------- | --------- |
| Inscrits       | 1 635 705 | 100,00     |           |
| Abstentions    | 1 260 081 | 77,04      |           |
| Votants        | 375 624   | 22,96      |           |
| Blancs ou nuls | 27 828    | 1,70       | 7,41      |
| Exprimés       | 347 796   | 21,26      | 92,59     |

| Tête de liste           | Parti ou coalition                          | Voix    | % exprimés | Sièges |
| ----------------------- | ------------------------------------------- | ------- | ---------- | ------ |
| Marie-Luce Penchard     | Majorité présidentielle                     | 103 247 | 29,69      | 1      |
| Élie Hoarau             | Alliance des Outre-mers                     | 73 110  | 21,02      | 1      |
| Ericka Bareigts         | Parti socialiste                            | 70 514  | 20,27      | 1      |
| Harry Durimel           | Europe Écologie                             | 56 502  | 16,25      | 0      |
| Gino Ponin-Ballom       | Mouvement démocrate                         | 32 322  | 9,29       | 0      |
| Erika Kuttner-Perreau   | Libertas                                    | 10 015  | 2,88       | 0      |
| Jacques Étienne         | Europe Démocratie Espéranto                 | 1 537   | 0,44       | 0      |
| Daniel Mugerin          | Centre national des indépendants et paysans | 225     | 0,06       | 0      |
| Grégoire Andriantsalama | Alliance royale                             | 127     | 0,04       | 0      |
| Annie Marciniak         | Rassemblement pour l'initiative citoyenne   | 102     | 0,03       | 0      |
| Amandine Dalmasso       | Alliance écologiste indépendante            | 95      | 0,03       | 0      |

Les députés élus sur les trois listes arrivées en tête ne correspondent pas forcément aux trois têtes de listes en raison du mode particulier de répartition des sièges par section. L'ordre est celui officiel du ministère de l'Intérieur, fonction de l'attribution des sièges :
| Section           | Parti                        | Nom              | Groupe au PE |
| ----------------- | ---------------------------- | ---------------- | ------------ |
| Atlantique (01)   | Parti socialiste             | Patrice Tirolien | S&D          |
| Océan Indien (02) | Parti communiste réunionnais | Élie Hoarau      | GUE/NGL      |
| Pacifique (03)    | Majorité présidentielle      | Maurice Ponga    | PPE          |

### Résultats et conséquences au niveau européen
Malgré des résultats serrés en France (UMP 28 %, PS + Verts 33 %), ces élections, certes marquées d'un fort taux d'abstention dans les pays membres, ont démontré de manière évidente l'échec, voire la sanction populaire des partis de gauche (socialistes, communistes…) et témoigne de la confiance des électeurs envers les partis classés à droite sur l'échiquier politique.
En effet, des cinq grands pays européens (Allemagne, Royaume-Uni, France, Italie, Espagne), les listes de droite (respectivement la CDU, le Parti conservateur, l'UMP, Le Peuple de la liberté et le Parti populaire) sont toutes arrivées en tête des suffrages. Au Royaume-Uni, le parti de Gordon Brown, le Parti travailliste, fait un résultat catastrophique : il ne recueille que 15,31 % des voix, en troisième position seulement après les conservateurs et l'UKIP souverainiste.
De manière générale, cette élection est un échec cuisant pour l'ensemble de la gauche européenne. Ainsi, les seuls pays où le PSE (socialiste) bat les partis affiliés au PPE (droite) sont Malte (trois députés européens contre deux), le Danemark (également trois eurodéputés contre 2), la Tchéquie (7 contre 2) ; en Suède (5 contre 5), en Estonie (1 contre 1) et en Grèce (8 contre 8), on observe une égalité entre les deux partis majoritaires du Parlement européen.
Même sans les eurodéputés du Parti conservateur britannique qui, mené par David Cameron, a décidé de se retirer du PPE dont il faisait précédemment partie, pour s'allier avec les députés du parti polonais Droit et justice ainsi que les libéraux tchèques, formant le groupe des Conservateurs et réformistes européens (CRE), le PPE confirme sa suprématie politique de manière écrasante, et reste le premier groupe politique du Parlement avec 267 députés sur 736, loin devant le PSE (159 députés). Si les députés britanniques ne s'étaient pas détachés du PPE, il aurait atteint 292 députés européens.

### Commentaires

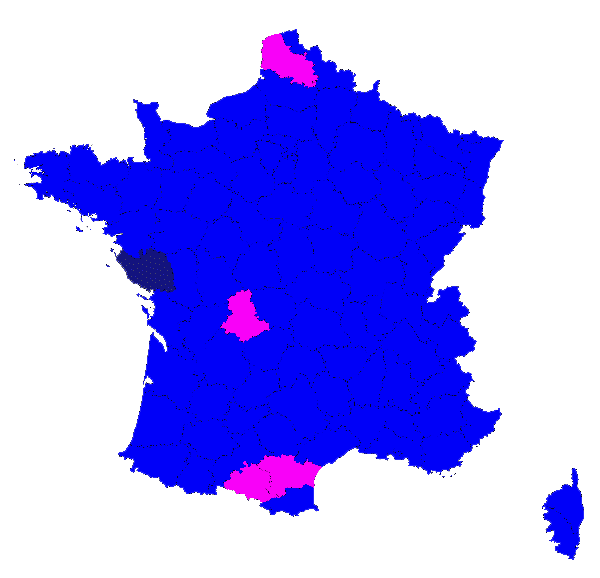
Liste arrivée en tête dans chaque département en France métropolitaine :
Majorité présidentielle
Parti socialiste
Libertas

#### Une abstention record
On note, comme à chaque élection européenne, une forte abstention. Ainsi, elle passe de 57,24 % à 59,37 % des inscrits, soit une légère augmentation par rapport au scrutin de 2004. 

#### Principaux enseignements du scrutin
- Cette élection marque une nette percée d’Europe Écologie, qui double le résultat des Verts lors du précédent scrutin européen, et talonne ainsi le PS, le dépassant même dans les circonscriptions Île-de-France et Sud-Est.
- La majorité présidentielle est en nette progression par rapport à 2004, même si les partis à sensibilité de gauche (PS, Europe Écologie, Front de gauche, NPA, LO), avec 45,31 % des votes, devancent les partis classés à droite de l'échiquier politique (UMP, FN, Libertas, DLR) qui totalisent, quant à eux, 40,78 % des suffrages. À l’inverse, cette élection marque un sérieux revers pour le PS et le MoDem.
- En termes d’élus, les partis de droite gagnent six sièges, tandis que ceux de gauche en perdent sept et ceux du centre en cèdent cinq (la France a six sièges de moins dans le nouveau Parlement).

#### Bilan par formation politique et polémiques

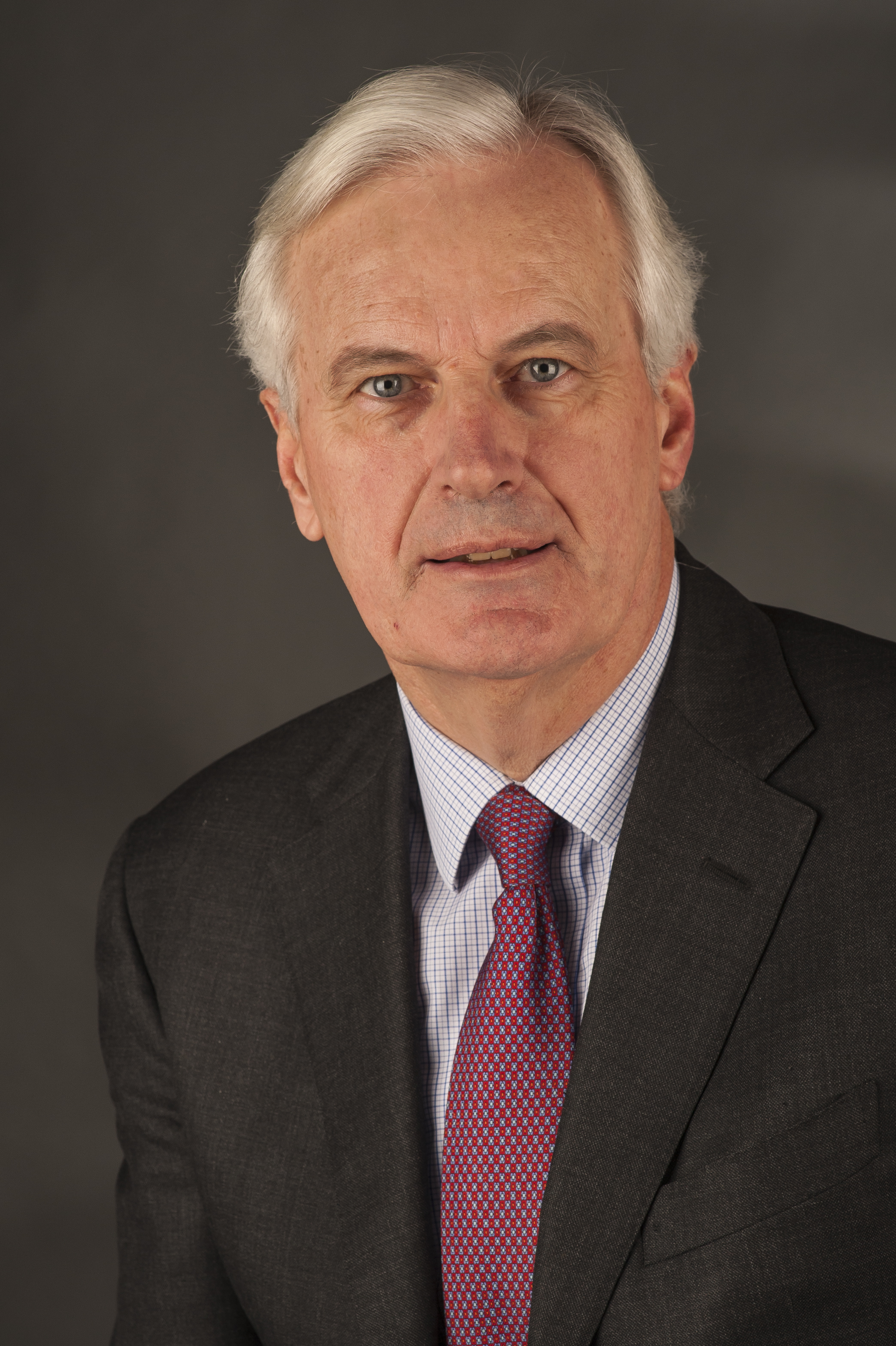
Michel Barnier, coordinateur de la campagne nationale de l'UMP.

- La majorité présidentielle : aucune majorité absolue ne se dégage de ces élections à un seul tour ; les listes de la majorité présidentielle, qui rassemblent l'UMP, le Nouveau Centre et La Gauche moderne, arrivent nettement en tête avec 27,88 % des suffrages exprimés.
- La gauche : le PS s'effondre lors de ces élections et se retrouve en deuxième position, à quasi-égalité avec Europe Écologie, à un cinquième de point et 34 000 voix de différence seulement. Ses homologues européens subissent également des revers électoraux, mais pas de la même ampleur. Le Front de gauche obtient un score légèrement supérieur à celui obtenu par les seules listes du PCF en 2004, et obtient quatre députés (auxquels se rajoute un élu du Parti communiste réunionnais).

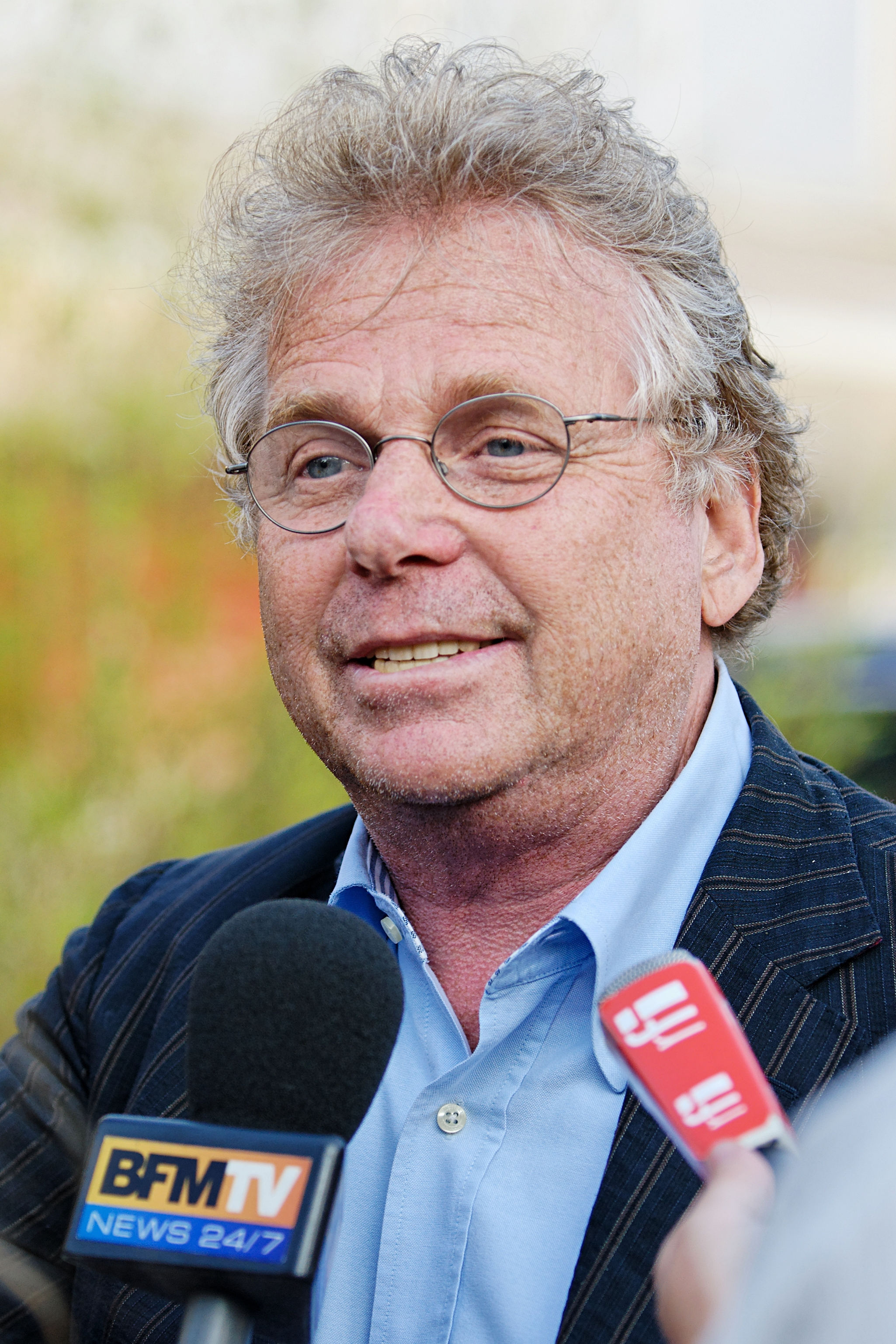
Daniel Cohn-Bendit avant un meeting d'Europe Écologie, en juin 2009.

- Le centre : le MoDem fait nettement moins bien que l'UDF en 2004, ou que François Bayrou à l'élection présidentielle de 2007. Il est même dépassé par Europe Écologie, avec laquelle il faisait au moins jeu égal dans les sondages. Ces derniers avaient prévu cette tendance baissière.
- L'extrême gauche : le récent Nouveau Parti anticapitaliste et Lutte ouvrière réalisent un score cumulé de 6,08 % (6,2 % en métropole[132]), soit la meilleure performance jamais réalisée par l'extrême gauche à l'échelle nationale, hors élections présidentielles. Le NPA obtient la majorité des voix d'extrême gauche, malgré un résultat inférieur à ce que prédisaient certains sondages, et n'obtient aucun député, tout comme LO qui réalise 1,20 % des suffrages exprimés.
- Les autres droites : les partis gaullistes, souverainistes ou nationalistes, tels que Debout la République, le Mouvement pour la France, le Front national et le Parti de la France sont en net recul, à 12,91 % en cumulé, passant de dix à quatre sièges, dont trois pour le FN. Le MPF, allié à CPNT sous la bannière Libertas, ne parvient pas à réitérer le score surprise de 1999, lorsqu'il s'était allié avec Charles Pasqua. Le parti frontiste perd également quelques points ; la scission menée par Carl Lang et Jean-Claude Martinez ne l'empêche pas pour autant de faire réélire Marine Le Pen dans le Nord-Ouest, où elle dépasse la barre symbolique des 10 %, mais l'empêche de renouveler son siège dans le Sud-Ouest. DLR, la jeune formation républicaine et gaulliste du député Nicolas Dupont-Aignan, obtient près de 2 % des voix.
- Les autres écologistes : l'Alliance écologiste indépendante, avec plus de 3,6 % des voix, arrive en 9e position, ce qui constitue une relative surprise. L'ensemble des voix écologistes représente donc près de 20 % des suffrages exprimés.
- Polémiques :
  - Le film Home, un documentaire engagé écologiste, a été diffusé sur France 2 le 5 juin 2009, soit deux jours avant le scrutin, et a obtenu un succès d’audience[133]. Le FN et des candidats du MoDem ont évoqué la possibilité que le documentaire fût responsable du succès d’Europe Écologie[134]. France 2 a néanmoins rappelé que la date de diffusion du film a été choisie en fonction de celle de la journée mondiale de l'environnement et a été décidée bien avant celle de l’élection européenne[135]. De plus, un sondage TNS Sofres réalisé les 3 et 4 juin, avant la diffusion du film, montrait déjà Europe Écologie créditée de 15,5 % et la tendance baissière du MoDem[97].
  - Les partis minoritaires (Front de gauche, DLR, NPA, Libertas, FN…) estiment qu'ils ont été étouffés médiatiquement et volontairement, par les quatre principaux partis et les médias, par une absence de campagne et de débat[136].